# Parque nacional Bundala
El Parque Nacional Bundala es un importante refugio de aves migratorias acuáticas durante el invierno que se encuentra en Sri Lanka. En Bundala residen ciento noventa y siete especies de aves, entre las que se destaca el flamenco, que migra en grandes bandadas. En 1969 Bundala fue designado refugio de vida salvaje y en 1993 se lo elevó a la categoría de parque nacional. En 1991 Bundala fue el primer humedal en ser declarado sitio Ramsar en Sri Lanka. En el 2005 el parque nacional fue reconocido por la UNESCO como una Reserva de la biosfera, convirtiéndose en la cuarta reserva de la biósfera en Sri Lanka. El parque nacional se encuentra ubicado a unos 245 km al sureste de Colombo.

## Características físicas
En la zona los sustratos son principalmente gneiss tipo hornblenda-biotita de la serie del este de Vijayan. El clima seco típico de las regiones bajas prevalece en la zona. La precipitación anual en la zona de Bundala es de unos 1,074 mm. Si bien la zona recibe una cantidad importante de precipitaciones durante la temporada del monzón del nor-este, el clima seco prevalece durante el resto del año. La cercanía al Océano Índico ayuda a atenuar las temperaturas. La temperatura anual media es de unos 27.0 °C, pero la temperatura se eleva durante los meses de abril, mayo y junio. En el parque nacional la humedad relativa es elevada con valores que rondan el 80%. El parque nacional se compone de cuatro lagoons, Bundala de 520 ha, Embilikala de 430 ha, Malala de 650 ha y Koholankala de 390 ha.

## Ecología
En cuanto a su ecología el parque aloja siete tipos de hábitats terrestres y seis tipos de humedales. En la zona se ha relevado la existencia de 383 especies vegetales, siendo los arbustos secos con espinas y las hierbas los más abundantes. Esto incluye seis especies endémicas y siete especies amenazadas a nivel nacional. Bundala también incluye un pequeño manglar en la zona de la lagoon de  Bundala. En el parque se han relevado trescientas veinticuatro especies de vertebrados, que incluyen treinta y dos especies de peces, quince especies de anfibios, cuarenta y ocho especies de reptiles, ciento noventa y siete especies de aves y treinta y dos especies de mamíferos. Cinco de los mamíferos se encuentran amenazados. Entre los invertebrados se encuentran cincuenta y dos especies de mariposas, incluida la troides darsius, que es la mariposa más grande de Sri Lanka. Las especies más comunes son  Appias wardii, Ixias pyrene y Colotis amata.

## Flora y fauna

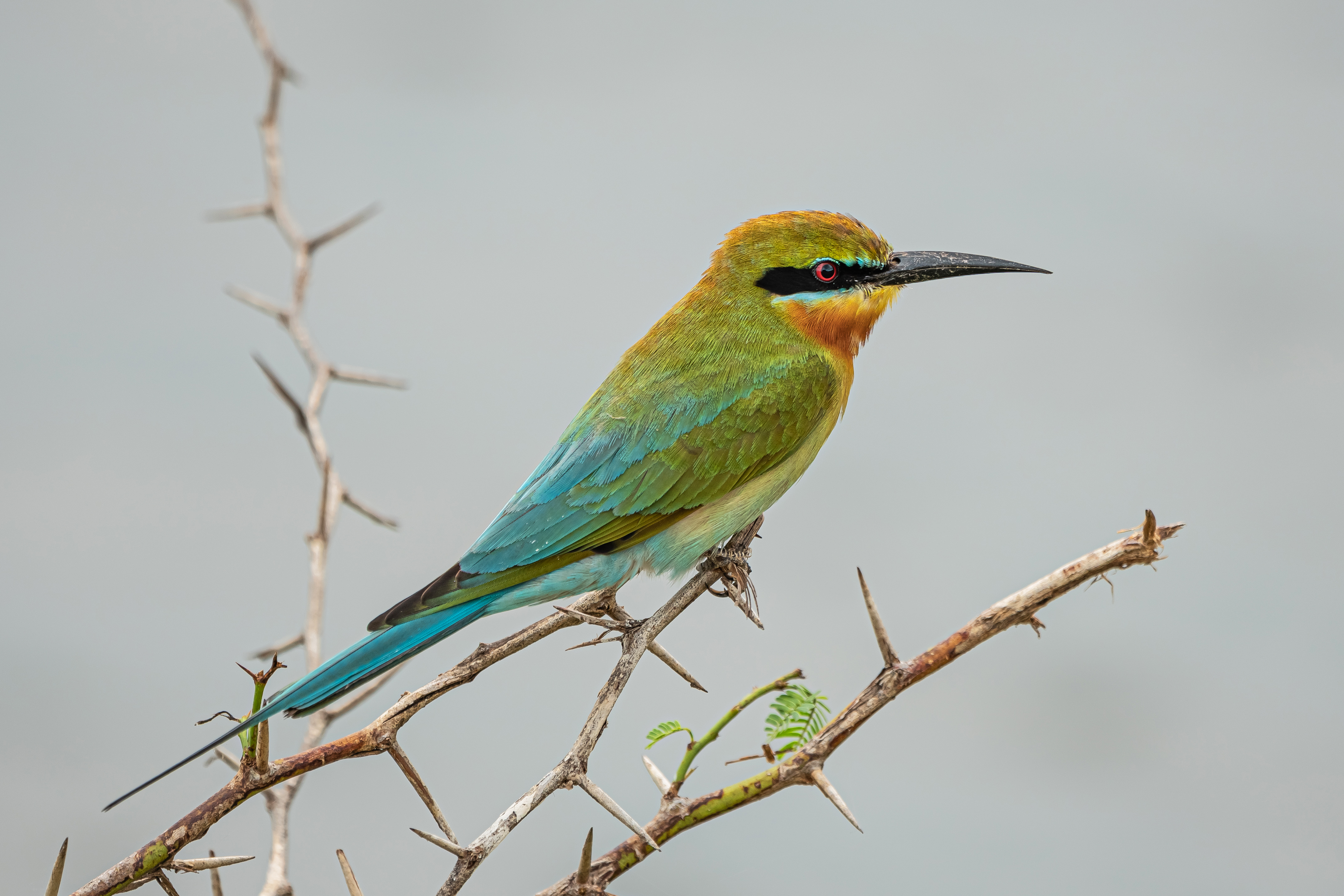
Abejaruco de cola azul (Merops philippinus) en el Parque Nacional Bundala.

En todas las lagunas costeras el fitoplancton más abundante es el alga azul-verdosa incluyendo especies tales como  Macrocystis, Nostoc, Oscillatoria  e Hydrilla las cuales abundan en las lagoons Embilikala y Malala. Las plantas acuáticas tales como el jacinto acuático, los nenúfares, y la Typha angustifolia pueblan los bajíos y arroyos. La vegetación se compone principalmente de arbustos de acacia incluidos Dichrostachys cinerea, Randia dumetorum, Ziziphus sp., Gymnosporia emarginata, Carissa spinarum, Capparis zeylanica y Cassia spp.. El bosque aloja árboles de las siguientes especies Bauhinia racemosa, Salvadora persica, Drypetes sepiaria, Manilkara hexandra, y menos comunes Chloroxylon swietenia, Azadirachta indica, y Feronia limonia. Varias plantas halófitas encuentran óptimas a las condiciones ambientales del parque, en particular la Salicornia brachiata y Halosarcia indica son ejemplo de plantas resistentes a la sal que pueblan las lagoons. En la zona de los manglares se encuentran árboles de  Lumnitzera racemosa.

### Aves
Bundala es un importante refugio de aves. En las zonas húmedas del parque habitan unas cien especies de aves acuáticas, cerca de la mitad de ellas son aves migratorias. El flamenco que llega en bandadas de hasta mil individuos, desde Rann de Kutch en la India es una de las aves que más se destaca. Otras aves acuáticas con grandes poblaciones son la yaguasa hindú, la cerceta carretona, el cormorán enano, el cormorán hindú, la garza real europea, el Ibis cabecinegro, la espátula común, la cigüeña de pico abierto hindú, el tántalo indio, aves limícolas de tamaño mediano por ejemplo subespecies de Tringa, y pequeñas aves limícolas subespecies de chorlos. El jabirú asiático, el marabú javanés y la focha común son aves raras que habitan el parque nacional.

### Mamíferos
El bosque es un hábitat importante para el elefante de Sri Lanka, que la subespecie más grande del elefante asiático, el cual se encuentra amenazado. Otros mamíferos que moran en el parque son el ciervo Sambar de Sri Lanka, leopardo de Sri Lanka, el jabalí, la mangosta hindú gris, el oso bezudo de Sri Lanka, el ciervo axis de Sri Lanka, el civeta india enana, el chacal dorado, y el puercoespín de la India.

### Peces, reptiles y anfibios
En Bundala se encuentran poblaciones de diversos tipos de peces incluyendo especies adaptados a aguas con alto contenido salino, peces marinos, especies de aguas salobres y peces de agua dulce. Ejemplos respectivos de estos tipos de peces son la Anguilla bicolor, Bald glassy, sabalote y channa striata. Bundala es una de las pocas áreas donde habitan las dos especies de cocodrilo que se encuentran en Sri Lanka, el cocodrilo de las marismas y el cocodrilo marino. La costa de Bundala es un sitio de desove de cinco especies de tortugas de mar que migran a Sri Lanka. La herpetofauna de Bundala incluye dos especies endémicas, el bufo Bufo atukoralei y la culebra Boulenger's Keelback.

## Actividades humanas sustentables
El templo de Kirinda que fue construido en el sitio en el cual la nave que transportaba a la princesa Viharamahadevi atracó durante el reinado del rey Kavan Tissa (205 BC–161 BC), se encuentra ubicado en una zona de transición del parque nacional. La zona intermedia comprende cuatro poblados con aproximadamente 3,800 habitantes. El principal medio de vida de estas comunidades comprende la cría de animales de corral, pesca, agricultura y la excavación de depósitos de conchillas fósiles para producción de cal.

## Amenazas
Se han identificado cuatro amenazas principales a la biodiversidad en Bundala. La destrucción y fragmentación del hábitat, la explotación de las especies nativas, la sequía prolongada y la diseminación de especies foráneas invasoras y una serie de prácticas inadecuadas de manejo del suelo. Bundala además padece de la invasión de dos especies de plantas que se estima actualmente cubren un 60% del suelo, mientras que un cactus cubre el suelo, el arbusto Prosopis juliflora (cingalés "Katu Andara") crece por encima obstruyendo el paso de la luz solar hacia las plantas en niveles inferiores. Una investigación realizada por el IWMI ha concluido que las lagunas de Bundala se encuentran contaminadas por los drenajes de agua de superficie provenientes de zonas agrícolas. Lo que conduce a un descenso de las poblaciones de camarones, cangrejos, y otros pequeños crustáceos de los cuales se alimentan las aves.

## Animales salvajes que habitan en Bundala

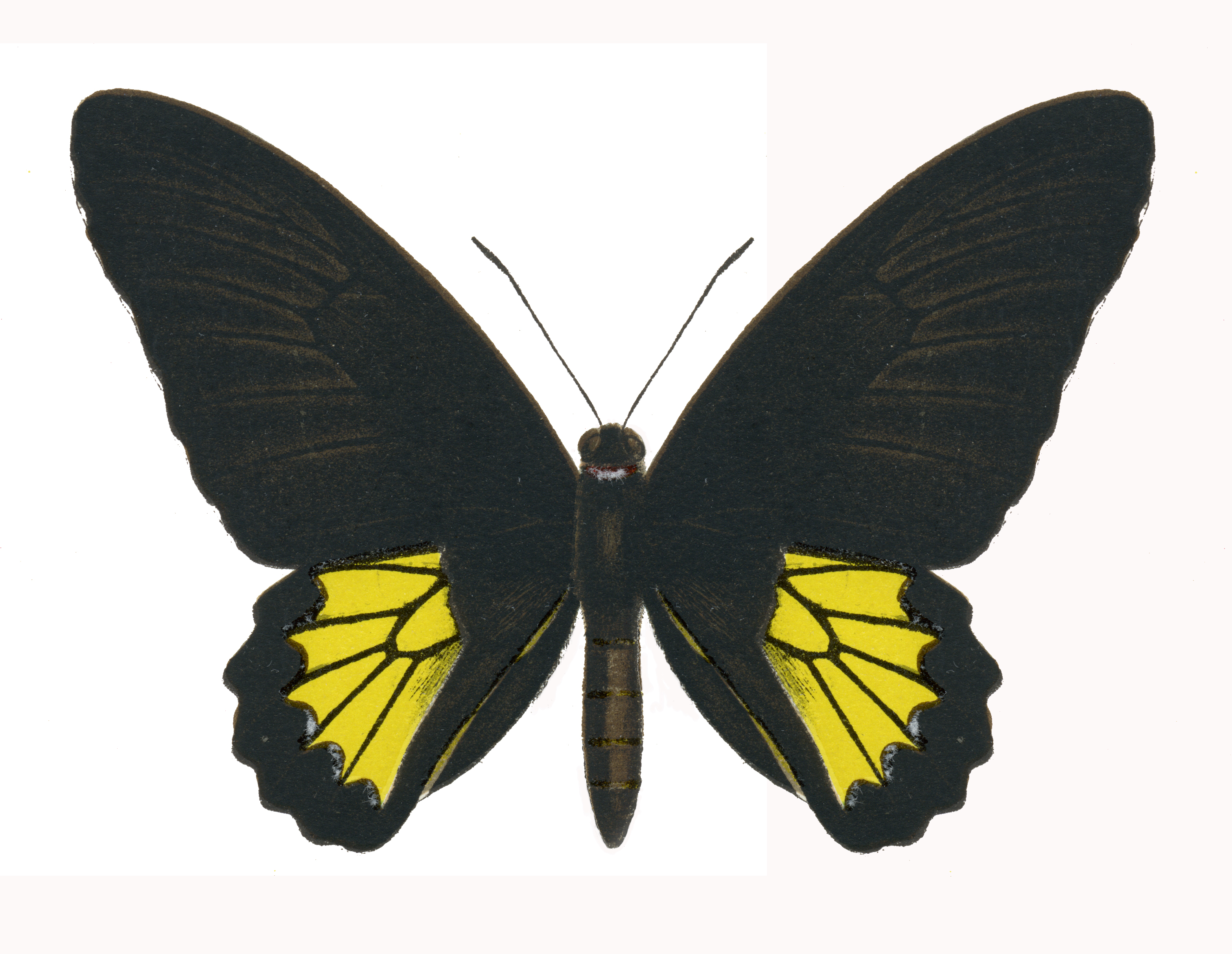
Troides darsius
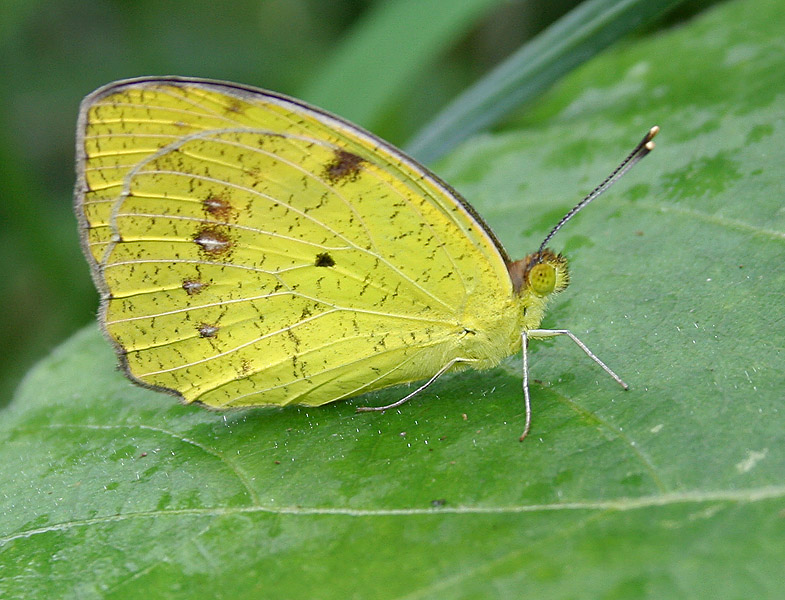
Ixias pyrene
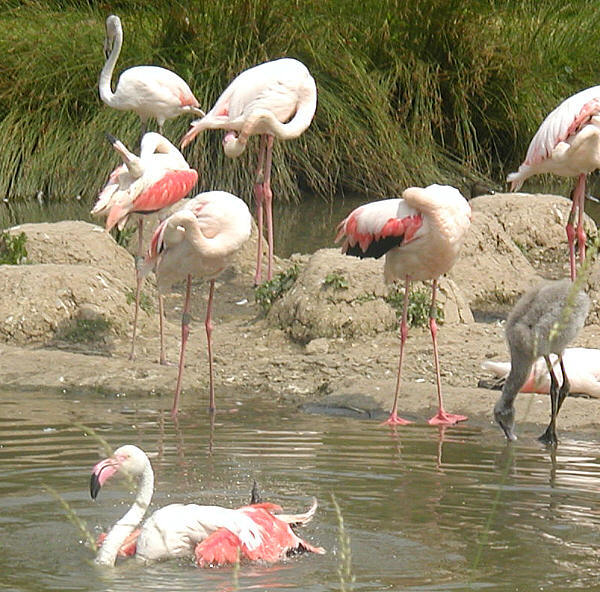
Flamenco
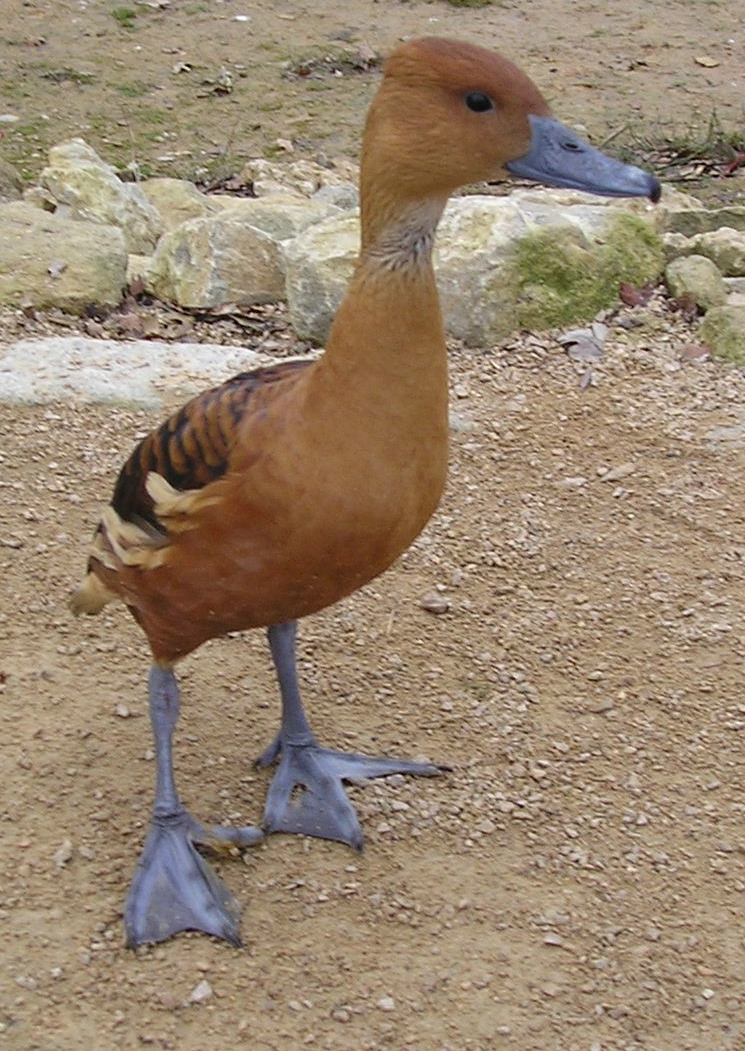
Yaguasa hindú
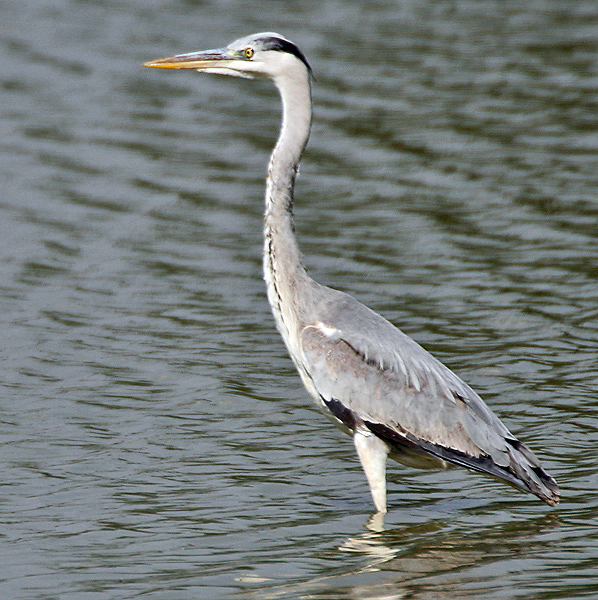
Garza real europea
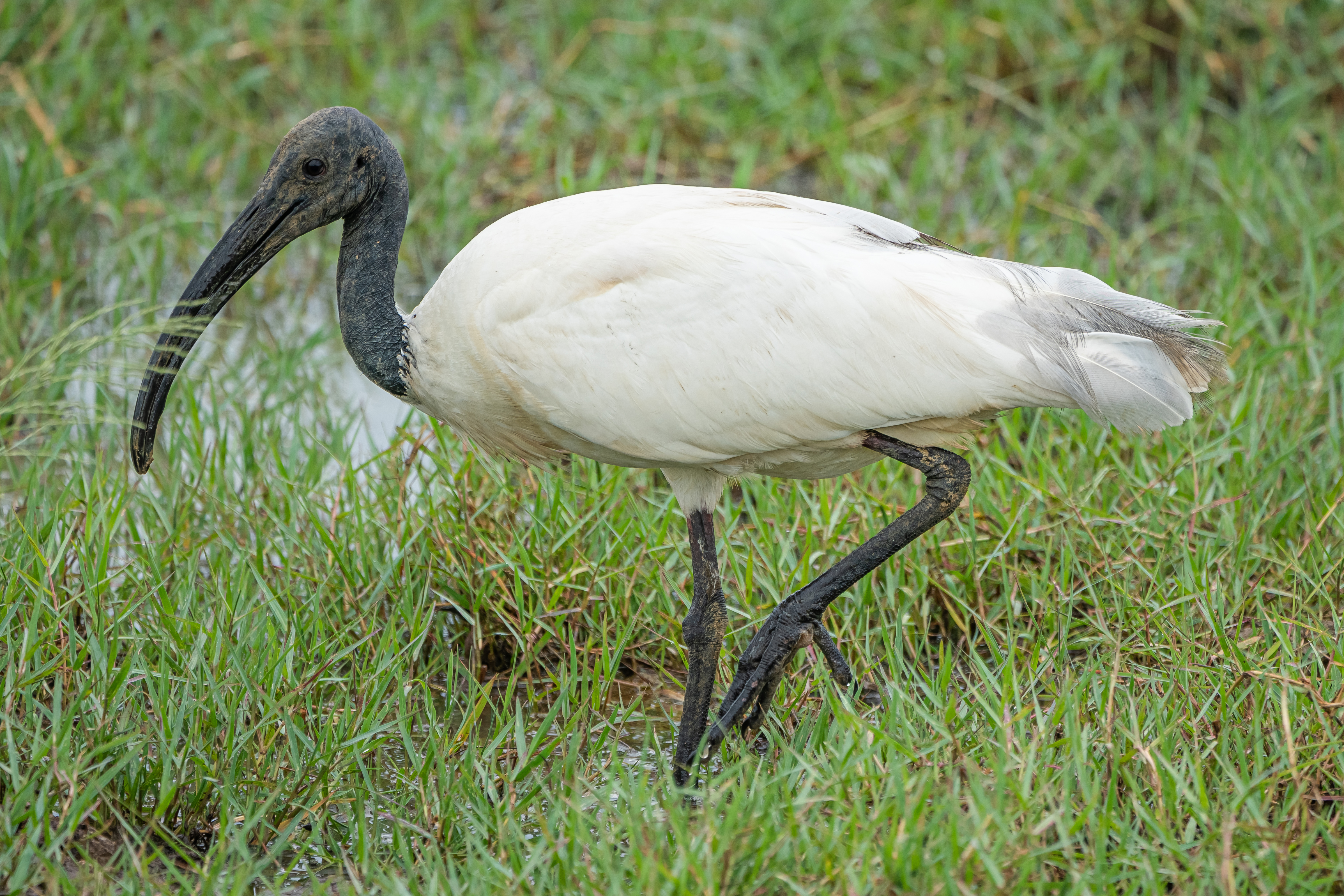
Ibis cabecinegro
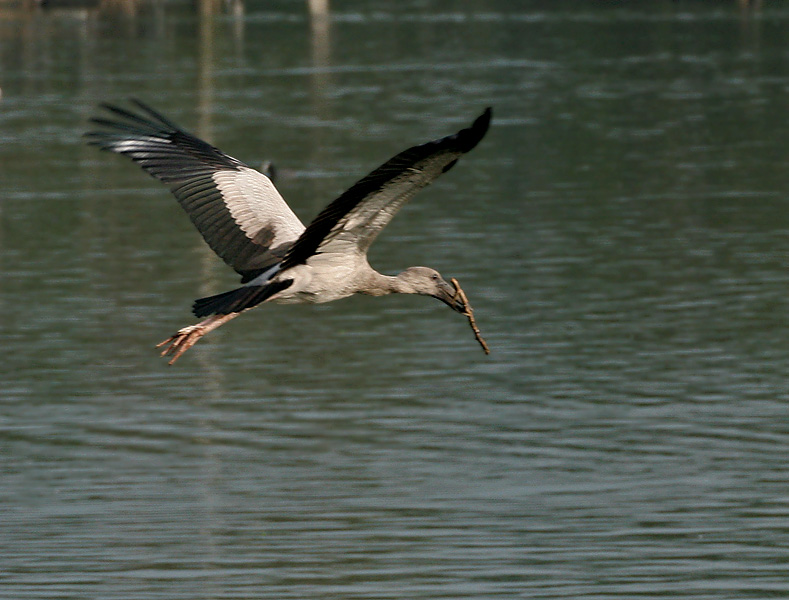
Cigüeña de pico abierto hindú